# Ajent
Ajent – osoba prowadząca działalność gospodarczą na zasadzie dzierżawienia od przedsiębiorcy placówki handlowej, usługowej lub podobnej, a także pośrednik w zawieraniu umów na rzecz zleceniodawcy.